# Роже I де Фуа
Роже I де Фуа (фр. Roger I de Foix; ум. ок. 1064) — граф Фуа с ок. 1034, второй сын Бернара Роже, графа Фуа, Кузерана и Бигорра, и Гарсенды, графини Бигорра.

## Биография
Роже I был первым документально подтверждённым носителем титула «граф де Фуа». Согласно разделу между братьями он получил в управление территорию с резиденцией в замке Фуа.
Согласно мнению хронистов, Роже был разумным и твердым правителем. В 1034 году он заключил договор с дядей, Пьером Роже де Фуа, епископом Жероны, владевшим частью графства Каркассон. По нему в случае ранней смерти Роже епископ назначался опекуном его детей, а Роже после смерти дяди становился наследником его светских владений. При этом Роже принёс вассальную присягу епископу за замки Фуа, Кастельпенан, Дюн, Керкоб, Каркассон и Сессак. По этому договору Роже после смерти Пьера Роже де Фуа в 1050 году унаследовал часть графства Каркассон под именем Роже II.
В 1064 году правитель другой части Каркассона Раймон Роже II подтвердил права Роже I и обязался помогать ему в борьбе против любого, кроме графа Тулузы, сюзерена Роже I.
Роже I умер, не оставив детей. Не совсем ясно, кто именно унаследовал его владения. По одним сведениям это был его младший брат Пьер Бернар, граф Кузерана, по другим — Роже II, сын Пьера Бернара и племянник Роже I. Возможно также, что часть земель унаследовал Раймон Роже II, граф Каркассона.

## Брак и дети
Жена: Амика. Детей не было.